# Malewszczyzna
Malewszczyzna (prononciation [malɛfʂˈt͡ʂɨzna]) est un village de la gmina de Krasnobród, du powiat de Zamość, dans la voïvodie de Lublin, situé dans l'est de la Pologne.
Il se situe à environ 3 kilomètres au nord-ouest de Krasnobród (siège de la gmina), 21 kilomètres au sud de Zamość (siège du powiat) et 88 kilomètres au sud-est de Lublin (capitale de la voïvodie).
Le village comptait approximativement une population de 250 habitants en 2010.

## Administration
De 1975 à 1998, le village était attaché administrativement à l'ancienne voïvodie de Zamość.

Depuis 1999, il fait partie de la nouvelle voïvodie de Lublin.